# Derby Acres
Derby Acres és una concentració de població designada pel cens dels Estats Units a l'estat de Califòrnia. Segons el cens del 2000 tenia 376 habitants.

## Demografia
Segons el cens del 2000, Derby Acres tenia 376 habitants, 125 habitatges, i 101 famílies. La densitat de població era de 39,7 habitants per km².
Dels 125 habitatges en un 36% hi vivien nens de menys de 18 anys, en un 66,4% hi vivien parelles casades, en un 8% dones solteres, i en un 19,2% no eren unitats familiars. En el 12,8% dels habitatges hi vivien persones soles el 5,6% de les quals corresponia a persones de 65 anys o més que vivien soles. El nombre mitjà de persones vivint en cada habitatge era de 3,01 i el nombre mitjà de persones que vivien en cada família era de 3,24.
Per edats la població es repartia de la següent manera: un 30,1% tenia menys de 18 anys, un 6,9% entre 18 i 24, un 24,5% entre 25 i 44, un 26,9% de 45 a 60 i un 11,7% 65 anys o més.
L'edat mediana era de 36 anys. Per cada 100 dones de 18 o més anys hi havia 102,3 homes.
La renda mediana per habitatge era de 44.688 $ i la renda mediana per família de 50.179 $. Els homes tenien una renda mediana de 45.521 $ mentre que les dones 22.917 $. La renda per capita de la població era de 19.925 $. Entorn del 15,3% de les famílies i el 14,6% de la població estaven per davall del llindar de pobresa.

## Poblacions més properes
El següent diagrama mostra les poblacions més properes.